# Spinosophronisca fusca
Spinosophronisca fusca är en skalbaggsart som beskrevs av Stefan von Breuning 1962. Spinosophronisca fusca ingår i släktet Spinosophronisca och familjen långhorningar.
Artens utbredningsområde är Nigeria. Inga underarter finns listade i Catalogue of Life.